# Arad
Arad er en by i det vestlige Rumænien. Byen var indtil 1919 en del af Ungarn. Byen er hovedstad i distriktet Arad af samme navn. Den ligger ved floden Mureş, og har 145.078 (2021) indbyggere.  Den er den tredjestørste by i det vestlige Rumænien efter Timișoara og Oradea, og den 12. største i Rumænien.
Arad er et travlt transportknudepunkt ved Mureș-floden og et vigtigt kulturelt og industrielt centrum og har været vært for et af de første musikkonservatorier i Europa, og den første bilfabrik i Ungarn og det nuværende Rumænien.  I dag er det sæde for en rumænsk ortodoks ærkebiskop og har et rumænsk ortodoks teologisk seminarium og to universiteter.